# Uretrit
Uretrit är en inflammation i urinröret som drabbar både kvinnor och män i alla åldrar. Diagnosen är väldigt vag och uretrit kan se ut på många olika sätt då den kan vara helt eller delvis symptomfri. Andra drabbas av kronisk uretrit och upplever då aldrig att besvären förminskas eller försvinner.
Uretrit kan även kallas för kronisk urinrörskatarr. Dock är det viktigt att påpeka att eftersom uretrit i sig är en väldigt bred diagnos kan symptomen och behandlingarnas effekter variera stort. De symptom som den drabbade personen kan uppleva inkluderar obehag i samband med urinering.
Om man inte hittar den bakomliggande orsaken till infektionen kallas tillståndet för ospecifik uretrit (NSU). 

## Uretrit hos kvinnor
Symtomen hos kvinnor liknar dem vid urinvägsinfektion, vilket bör uteslutas med urinprov. Kvarstår problemen trots att bakterier inte upptäckts i urinen, kan det röra sig om uretrit. Symptomen innefattar smärta och obehag i nedre magen/blygdbenet. Det kan även spridas ut till ljumskar och bäcken. Vissa kvinnor kan drabbas av flytningar från urinröret, men också mellanblödninger, samt få feber och kräkas. Obehagen är tydligast vid vila, stillasittande och på natten med trängningar, men svårt att kissa klart. Omedelbart efter toalettbesök, kan det kännas som att man behöver gå igen. Urinera går trögt, ofta i många små omgångar och trycket är dåligt. Sömnbrist och dåligt allmäntillstånd vanligt som följd. Orsaken till uretrit är oklar och forskningen dålig. Möjliga orsaker kan vara kyla, stress, torra slemhinnor, mekanisk störning av urinröret/mynningen (t.ex. genom sex). Värme och smärtstillande hjälper, samt kontakt med urolog.  

## Uretrit hos män
Män som drabbas av ospecifik uretrit kan uppleva sveda när de urinerar samt behöva urinera mer frekvent än normalt. Ibland uppstår flytningar från penis, vilken även kan vara svullen och öm på toppen.
Om tillståndet inte behandlas, kan det leda till Reiters syndrom, inflammation i testiklarna hos män (epididymoorkit) samt att uretriten återkommer med jämna mellanrum.

## Undersökningar
Genom cystoskopi och andra undersökningar av urinblåsa och urinrör kan man utesluta andra sjukdomar än uretrit. Vanliga behandlingar för att lindra uretrit är invärtes behandling av urinröret med kortisonsalvor, i vissa fall behandling med silverklorid som sprutas in i urinröret. Mätningar av blåsans kapacitet och spänningar i och omkring urinröret kan också utföras av urologer.
Vid misstanke om uretrit, bör urolog kontaktas snarast så att undersökningar och behandlingar kan inledas så snart som möjligt. Risken för kronisk uretrit kan bli större om behandlingar inte inleds fort.